# Киокак (округ)
Ки́окак (англ. Keokuk County) — округ в США, штате Айова. На 2000 год численность населения составляла 11 400 человек. По оценке бюро переписи населения США в 2009 году население округа составляло 10 562 человек. Окружным центром является город Сигерни.

## История
Округ Киокак был сформирован в 21 декабря 1837 года.

## География
По данными Бюро переписи населения США, площадь округа Киокак составляет 1500 км².

### Основные шоссе
- Автострада 1
- Автострада 21
- Автострада 22
- Автострада 78
- Автострада 92
- Автострада 149

### Соседние округа
- Пауэшик  (северо-запад)
- Айова  (север)
- Вашингтон  (восток)
- Джефферсон  (юго-восток)
- Уапелло  (юго-запад)
- Махаска  (запад)

## Климат
Согласно данным представленным Национальной метеорологической службой США, округе Киокак, по классификации климатов Кёппена, преимущественно влажный континентальный климат с жарким летом, сокращённо обозначаемый на климатических картах аббревиатурой «DFA». Самая высокая температура, зарегистрированная в столице округа, составила 45,0 °C (113 °F) 22 июля 1901 года, а самая низкая – 31 января 2019 года (−32 °F) [−35,6 °C].

## Демография
По данным переписи населения 2000 года в округе проживало 11 400 жителей. Среди них 23,7 % составляли дети до 18 лет, 18,7 % люди возрастом более 65 лет. 50,8 % населения составляли женщины.
Национальный состав был следующим: 98,9 % белых, 0,2 % афроамериканцев, 0,2 % представителей коренных народов, 0,3 % азиатов, 0,8 % латиноамериканцев. 0,5 % населения являлись представителями двух или более рас.
Средний доход на душу населения в округе составлял $17120. 12,7 % населения имело доход ниже прожиточного минимума. Средний доход на домохозяйство составлял $42683.
Также 84,0 % взрослого населения имело законченное среднее образование, а 11,6 % имело высшее образование.